# 新小田原駅
新小田原駅（しんおだわらえき）は、かつて神奈川県足柄下郡小田原町（現・小田原市）にあった大雄山鉄道（現・伊豆箱根鉄道大雄山線）の駅である。大雄山鉄道が現在の小田原駅に乗入れるまでの終着駅であった。

## 概要
仮小田原駅 - 大雄山駅間で営業していた大雄山鉄道は、1927年（昭和2年）4月10日に仮小田原駅 - 新小田原駅間を延伸した。新小田原駅は熱海線（現在の東海道本線）小田原駅から約200m 離れた東通り入口交差点の北に位置していた。この延伸の際、元の終着駅である仮小田原駅は相模広小路駅と改称された。
1935年（昭和10年）に小田原駅への乗入れが実現した際には、まず6月14日に新小田原駅 - 相模広小路駅間に緑町駅を開業した。そして、6月16日に新小田原 - 緑町間の線路を小田原 - 緑町間に切替える形で廃止し、さらに相模広小路駅も緑町駅と近すぎるので廃止している。

## 歴史
- 1927年（昭和2年）4月10日：開業。
- 1935年（昭和10年）6月16日：ルート変更に伴い新小田原 - 緑町間と共に廃止。

## 隣の駅
大雄山鉄道
新小田原駅 - 緑町駅